# جيرت فان دن بيرغ
جيرت فـان دن بيرغ (10 أكتوبر 1935 – 13 يونيو 2024) هو سياسي هولندي، ولد في 15 أكتوبر 1935. نشط حزبياً في الحزب السياسي الإصلاحي والاتحاد المسيحي. وقد انتخب عضو مجلس الشيوخ في هولندا ‏.